# Trésor de Lampsaque
Le trésor de Lampsaque (ou de Lapseki) est un ensemble d'argenterie des débuts de l’Empire byzantin, mis au jour à  Lampsaque, sur le territoire de l'actuelle Turquie. La plupart des pièces qui le constituaient sont aujourd'hui exposées au British Museum, le reste se partageant entre le musée du Louvre et le musée d’Istamboul.

## Découverte
Le trésor de Lampsaque a été découvert accidentellement en 1847 par des agriculteurs retournant leur champ près du village de Lapseki (l'antique Lampsaque) dans le nord-ouest de la Turquie. Cet assortiment d'argenterie des VIe et VIIe siècles fournit un aperçu saisissant de l'art et de la mode des débuts de l’Empire byzantin. Peu après sa découverte, la plus grande partie du trésor fut acquise par le comte de Cowley, Henry Richard Charles Wellesley, qui en fit don au British Museum en 1848. Deux autres musées se partagent le reste du trésor : le Musée archéologique d'Istanbul possède deux vases, et le Musée du Louvre deux cuillères.

## Description
Le trésor comporte une grande variété d’objets liturgiques qui ont dû appartenir à une paroisse ou à un riche ecclésiastique : une lampe tripode frappé en cinq endroits de poinçons impériaux, ce qui permet de la dater du règne de l’empereur Justinien Ier (527-565). Les collections du British Museum abritent aussi douze cuillères piriformes, dont six sont gravées d'inscriptions en vers grecs et latins ; un calice en argent (légèrement abîmé) ; deux plats d'argent avec des monogrammes niellés en leur centre, un polycandelon décoré d'argent, formant les montants d'une chaise pliante, et divers articles d'argenterie et de mobilier.

## Galerie

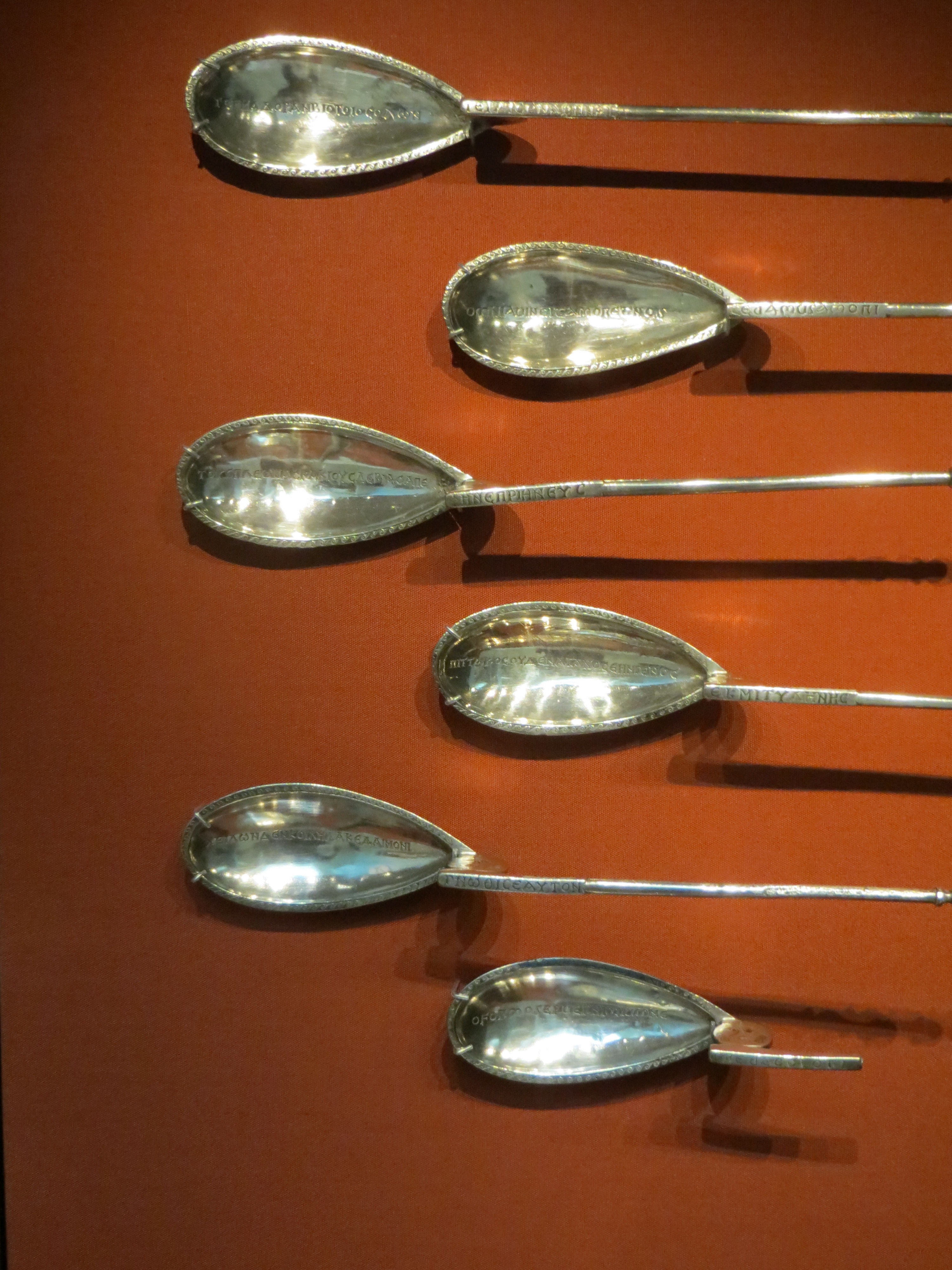
Six cuillères appartenant au trésor
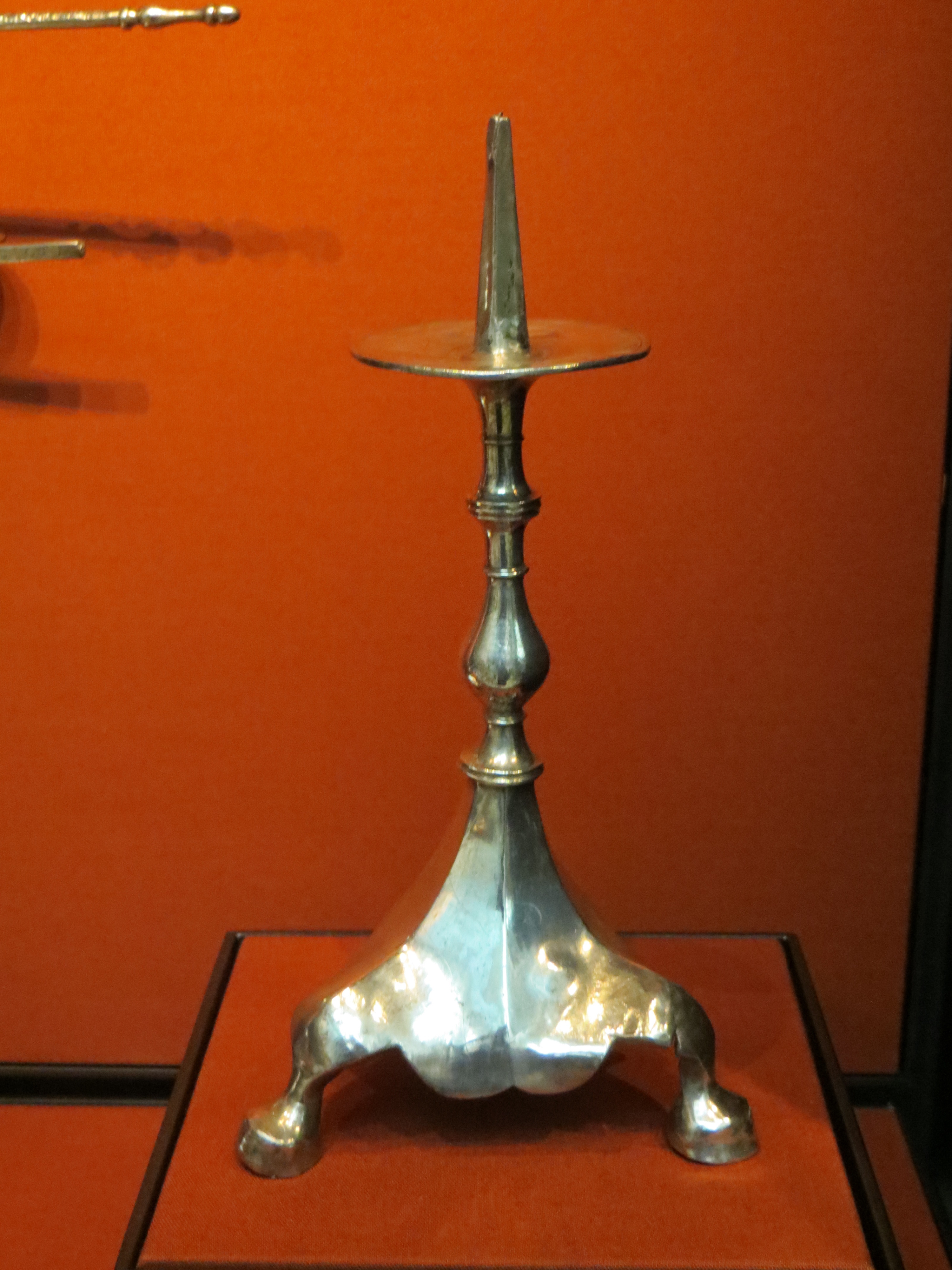
Détail du candélabre d'argent